# Стефан Малларме
Стефа́н Малларме́ (фр. Stéphane Mallarmé) (18 березня 1842, Париж — 9 вересня 1898, Вальвен, біля Фонтенбло) — французький поет, один з найчільніших представників французького символізму, разом з Бодлером і Рембо заклав підвалини сучасної європейської лірики.

## Біографія
Стефан Малларме народився в родині дрібного службовця в Парижі. Після смерті матері в 1847 виховувався бабусею. З 1850 жив у інтернатах, 1855 його виключають з інтернату за погану поведінку і він відвідує ліцей в Сансі. 1857 помирає його молодша сестра. Перші вірші Малларме пише 1858-1860 роках (збірка «В чотирьох стінах» — 64 тексти).
По закінченні школи знайомиться з письменницькими колами й уперше натрапляє на тексти Шарля Бодлера. Кілька років проводить в Англії, де знайомиться з Марі Ґерхард, за походженням німкенею В 1863 одружується з Марі Ґерхард. Цього ж року народжується його донька Женев'єва. В 1864 починає роботу над «Іродіадою», розробляючи біблійний сюжет про Саломею, намагається віднайти нову чистоту й красу поетичного слова.
В 1866 йому нарешті вдається опублікувати добірку своїх віршів у часописі парнасців. Знайомиться з Леконтом де Лілем та Жозе Ередіа. В 1871 народжується його син Анатоль у Сансі. Малларме переїздить до Парижа, де працює над перекладами з Едгара По. 1872 знайомиться з Рембо та деякими представниками імпресіонізму. Дружить з Едуаром Мане та Емілем Золя.  З 1874 видає часопис «La dernière mode», який невдовзі закрився.
З 1877 організовує літературний салон: легендарні «mardis» («Вівторки»), де збираються молоді письменники, такі як Еміль Верхарн, Моріс Метерлінк, Оскар Вайльд, Поль Валері, Андре Жид, Вільям Батлер Єйтс, Райнер Марія Рільке, Стефан Ґеорґе.
В 1883 ім'я Малларме набуло розголосу завдяки публікації «Проклятих поетів» Верлена. В 1886 публікує свій перший вірш без знаків пунктуації «M'introduire dans ton histoire». По виході на пенсію в 1894 переїздить з Парижа до Вальвен, де й помирає 1898.

## Творчість

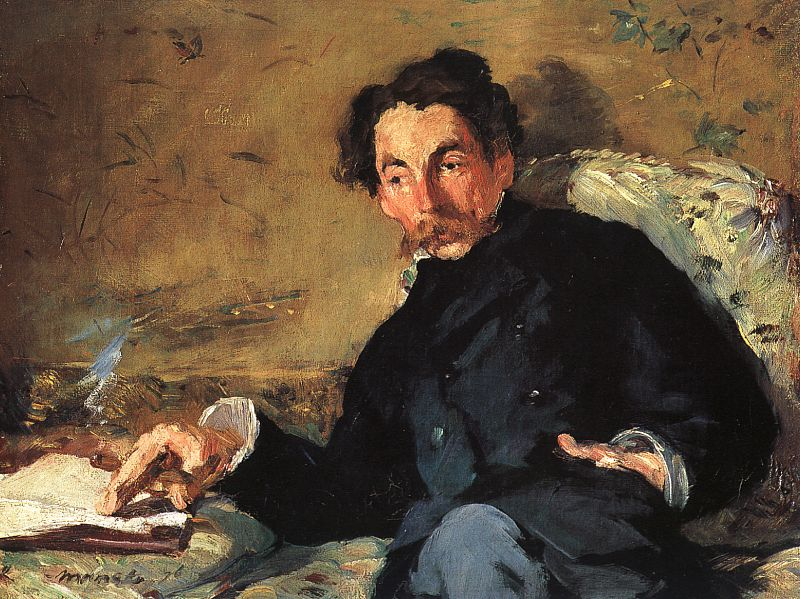
Портрет Малларме роботи Едуара Мане

Під впливом філософської концепції Геґеля Малларме прийшов до висновку, що коли «небо мертве», то вихідною точкою прекрасного й ідеального має бути «ніщо». Ця філософія, на його думку, мала втілюватися в поезії з новими ритмом, новою будовою фраз та добором нових слів. Розвиваючи ідеї Т. Готьє про "мистецтво заради мистецтва, Маларме проголошує чисту поезію  (фр. poésie pure), як єдину можливість проникнення до «чистих ідей». Маларме відкидав реалістичну лірику, й уважав основою нової поезії принцип «навіювання».
Принципи символізму Малларме багато в чому перегукувалися з принципами імпресіонізму в малярстві. Вплив Малларме як новатора поетичної мови важко переоцінити навіть сьогодні. Його ідеї згодом були розвинуті представниками дадаїзму, сюрреалізму, футуризму та деконструктивізму (напр. Жак Дерріда).
Нерідко зумисне затуманений стиль та витончена манера письма створюють великі проблеми для перекладачів Малларме. Читання поезій Малларме вголос часто збуджує асоціації та образи, які важко вловити читаючи його твори про себе. Він порівнював поета з ювеліром, який роздивляється на світлі неогранований камінь, який при грі променів може несподівано засяяти блиском, так поет грає зі словом яке він поєднує з іншими словами. Так, наприклад його рядок «ses purs ongles» («її чисті нігті») на слух можна сприйняти як «c’est pur son» («це чистий звук»).
Мелодійність поетичної мови Малларме інспірувала багатьох композиторів (Клод Дебюссі, Моріс Равель, П'єр Булез та ін.)
Малларме прийшов у французьку культуру у той час, коли вичерпаність старих поетичних форм і потреба в нових стала більш, ніж очевидною.
Йому випало на долю очолити символістський рух.
Творчий доробок поета — елітарна поезія. У теоретичних статтях щодо призначення поезії, Малларме доходить висновку, що поезія є священною справою, тож її можуть зрозуміти лише обрані. Своїм мистецьким гаслом він обирає «герметизм», зашифрованість, таємницю.
Спираючись на теоретичні принципи поезії Едгара Алана По, Малларме виокремив кілька правил творення поезії:
• вірш не повинен нічого описувати
• вірш не має бути суто результатом натхнення і випадковості, адже Малларме вважав, якщо поет керується виключно своїм натхненням, він просто розкидає випадковим жестом на папері слова. Поет повинен вслухатись і надати ініціативу словам, які б поєднуючись одне з одним представляли одне тотальне слово, і давали можливість широкої інтерпретації і неоднозначності свого сенсу.
Окрім слів, Малларме також приділяв увагу структурі вірша. Наприклад, обравши тему дзеркала для своєї поезії, поет намагався відтворити його форму навіть у структурі самого вірша, так у поемі «Іродіада» (1869), окрім того, що головна героїня сидить перед дзеркалом, вірші ряснить звуком «Ο», що нагадує овальне дзеркало.
Незважаючи на те, що Стефан Малларме був і залишається одним з найвизначніших представників символізму, він залишив по собі скромний творчий доробок, можливо це пов’язано з тим, що у пошуках досконалої форми, поет не вважав за потрібне «бруднити» чистий аркуш паперу банальними ідеями, до того ж створення таких поезій вимагало неабиякої розумової праці.
Його «Іродіада» так і залишилась незавершеною. Не здійснилась і його головна мрія - створити універсальну Книгу, яка б закарбувала Абсолютне.

## Твори
- Hérodiade (1869)
- La dernière mode (1875)
- L'Après-midi d'un faune (1876)
- Préface au Vathek de William Beckford (1876)
- Petite philologie, les mots anglais (1877)
- Les Dieux antiques (1880)
- Poesie (1887)
- Album de vers et de prose (1887)
- Pages (1891)
- Oxford, Cambridge, la musique et les lettres (1895)
- Divagations (1897)

### Посмертні публікації
- Poésies (1899)
- Un coup de dés jamais n'abolira le hasard (1914)
- Vers de circonstance (1920)
- Igitur (1925)
- Contes indiens (1927)

### Переклади
- Le Corbeau d'Edgar Poe (The Raven), traduction française de Stéphane Mallarmé avec illustrations par Édouard Manet, Éditions Richard Lesclide, Paris, 1875.
- L'Étoile des fées de Mme W.C. Elphinstone Hope, 1881.
- Poèmes d'Edgar Poe, 1888.
- Le Ten o'clock de M. Whistler, 1888.

## Українські переклади
Перше велике видання Малларме в українському перекладі та з передмовою Олега Зуєвського вийшло в 1990 році в Едмонтоні.
Поезії Малларме також перекладали Михайло Драй-Хмара, Максим Рильський, Володимир Державин, Ігор Костецький та ін.
Найповніше видання Малларме українською вийшло у видавництві «Юніверс» у 2001 році.
Див.: Стефан Малларме. Вірші та проза. Упорядкування і переклад Михайла Москаленка, Київ: Юніверс, 2001 — 238 с.